# 溶岩洞

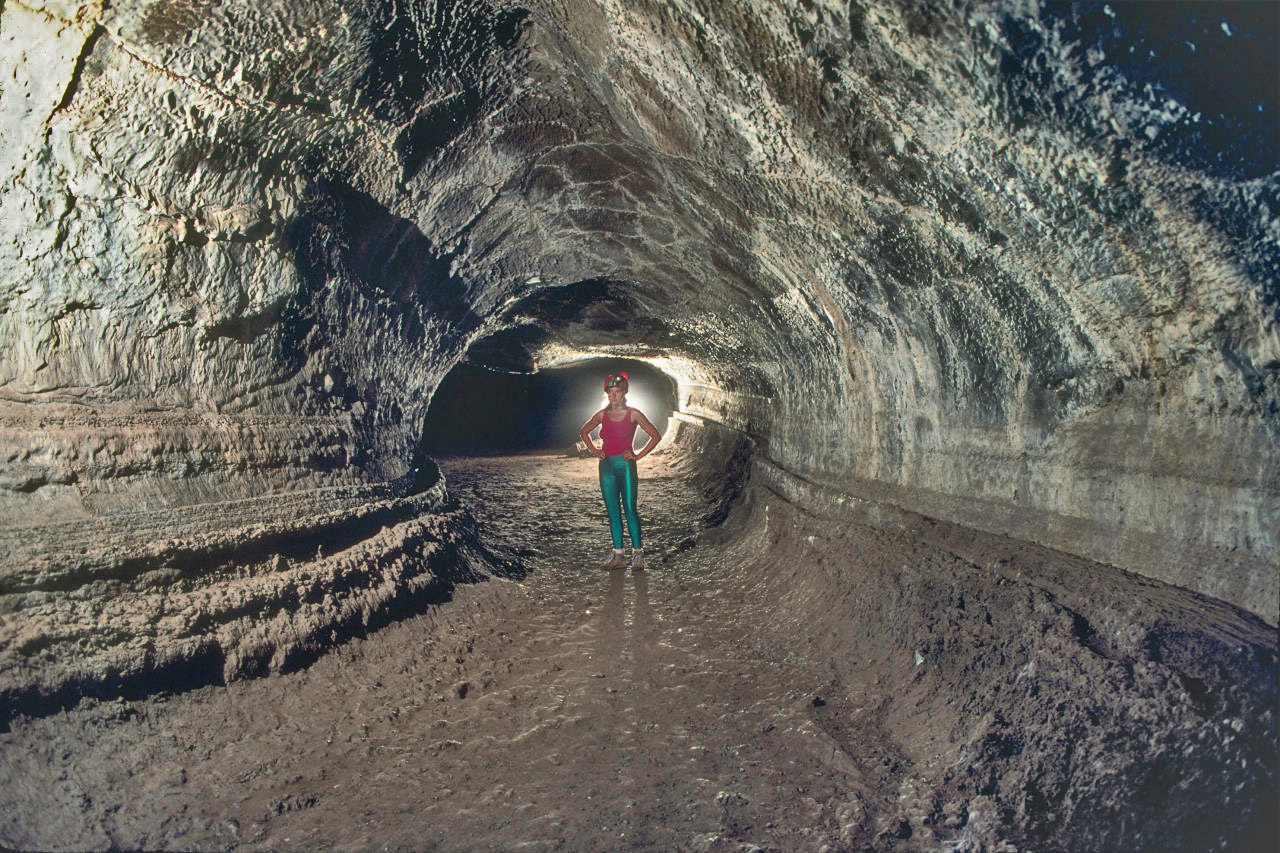
溶岩洞、米国カリフォルニア州

溶岩洞（ようがんどう、英: lava tube）は、火山噴火に伴う溶岩流により生成される洞窟（洞穴）のこと。溶岩洞窟、溶岩トンネル、溶岩チューブともいう。

## 成因

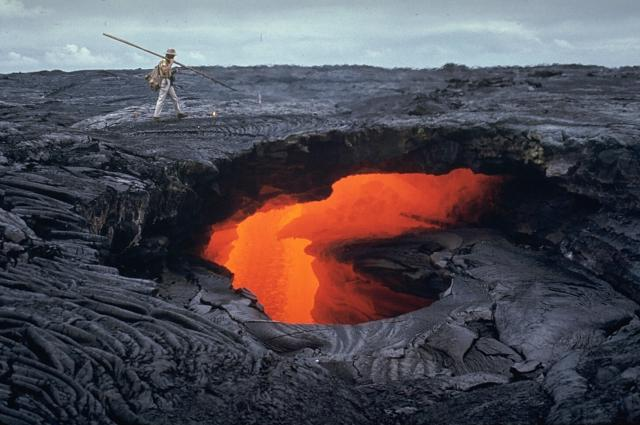
溶岩洞に天窓（skylight）が開いている。米国ハワイ州のキラウエア火山

溶岩流の発生は、溶岩の流出量や粘度（二酸化ケイ素の含有量）などにより左右される。溶岩流が発生し、以下の2つの成因で溶岩洞がつくられていく。
主な2つの成因
1. 溶岩堤防の両岸が成長して接着する場合。
2. 流れてきた表皮が狭い通路に集積する場合。

## その他

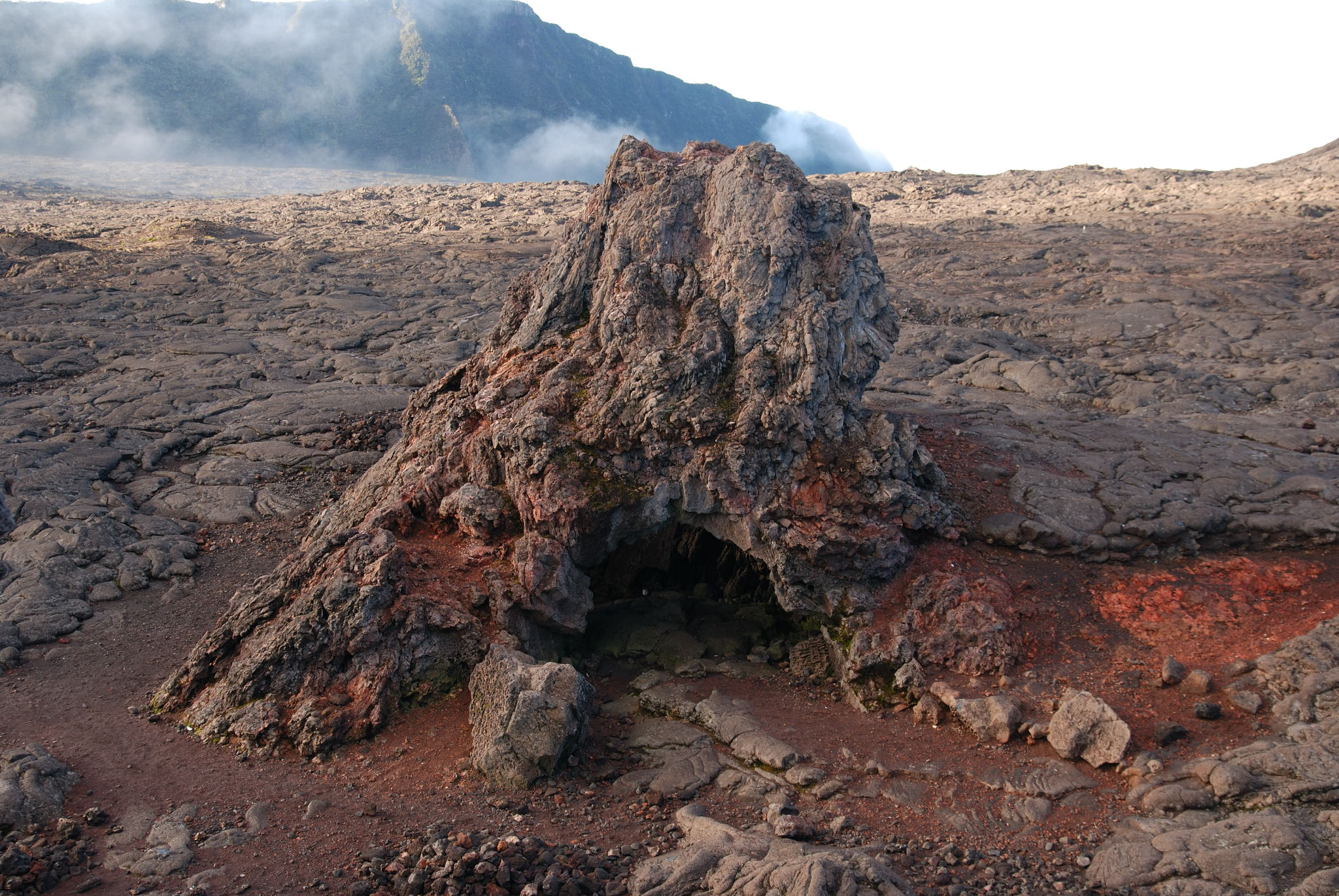
ホルニト

溶岩洞は構造が脆く浸食に弱いことから、地質時代的に新しい山麓でのみ見られる。
溶岩洞に天窓が開き溶岩を二次流出させるとホルニト（hornito）ができる。溶岩洞が形成される時、割れ目などから空洞部に空気（酸素）等が入って再燃焼し、溶融した溶岩が天井などから垂れ下がり固まったものを溶岩鍾乳石（lava stalactites）と呼ぶ。

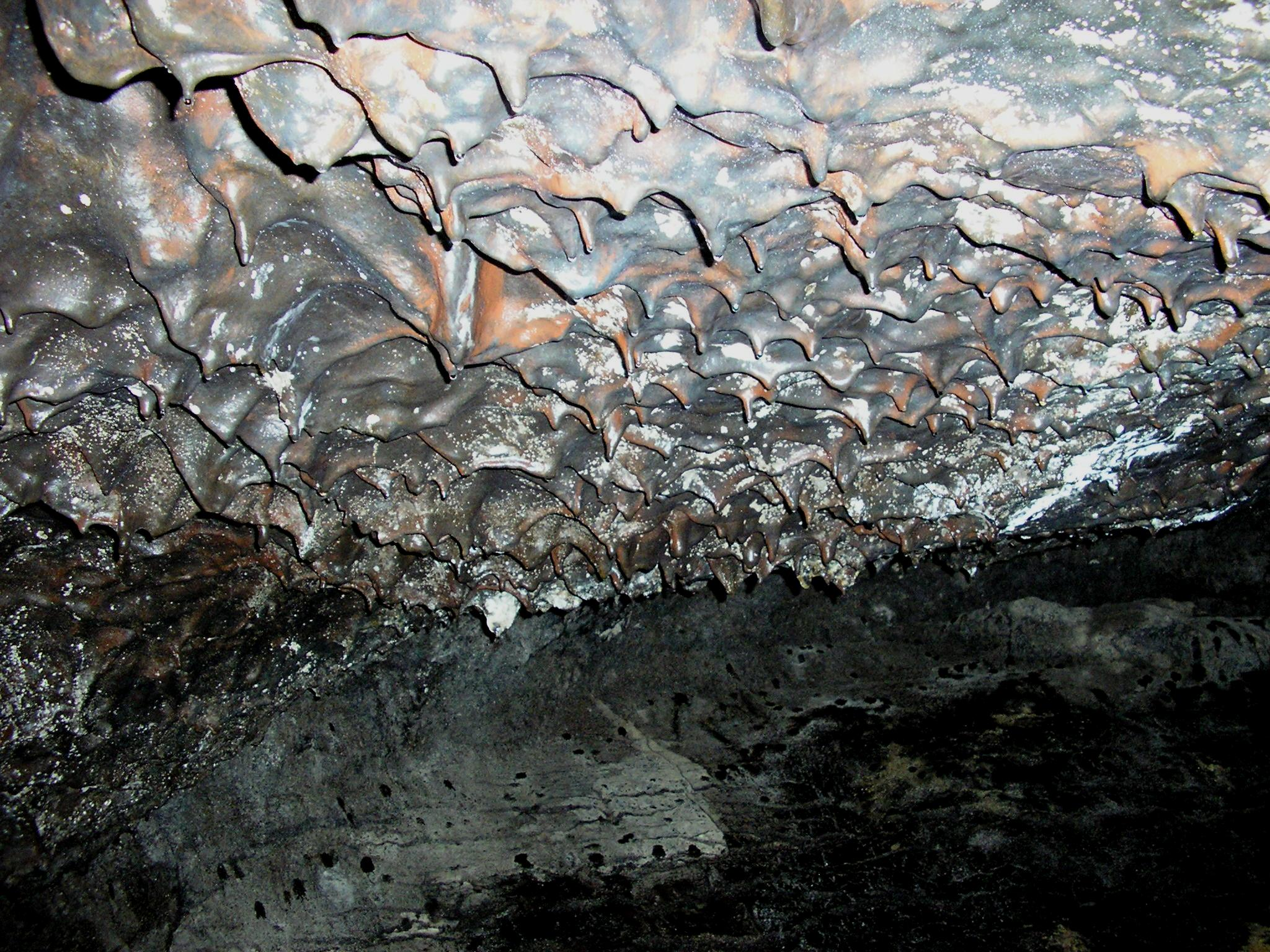
溶岩鍾乳石

溶岩洞は観光資源となる。日本では富士山麓の溶岩洞群が知られている。韓国の済州島では世界遺産の構成要素となっている。

## 溶岩洞の例
- 万丈窟
- 日本
  - 西湖コウモリ穴
  - 鳴沢氷穴
  - 富岳風穴

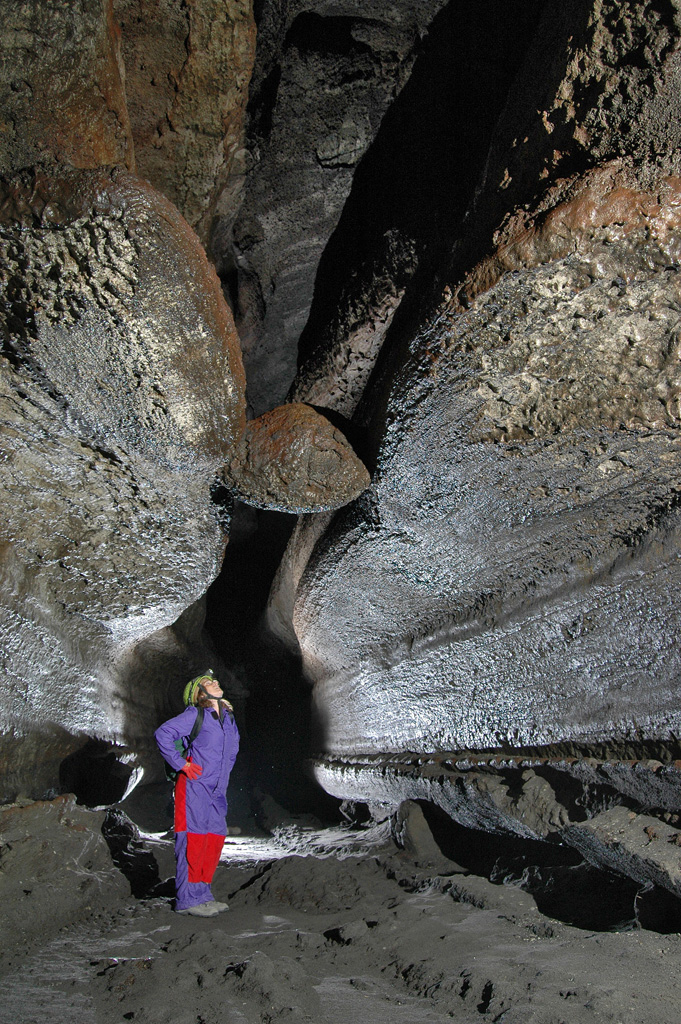
Ape Cave（英語版）
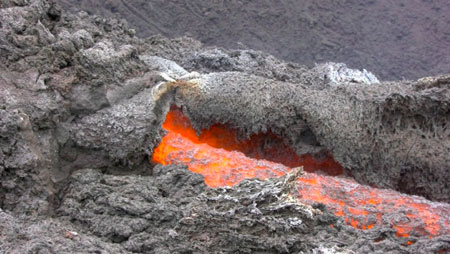
溶岩洞を流れる溶岩、パカヤ火山
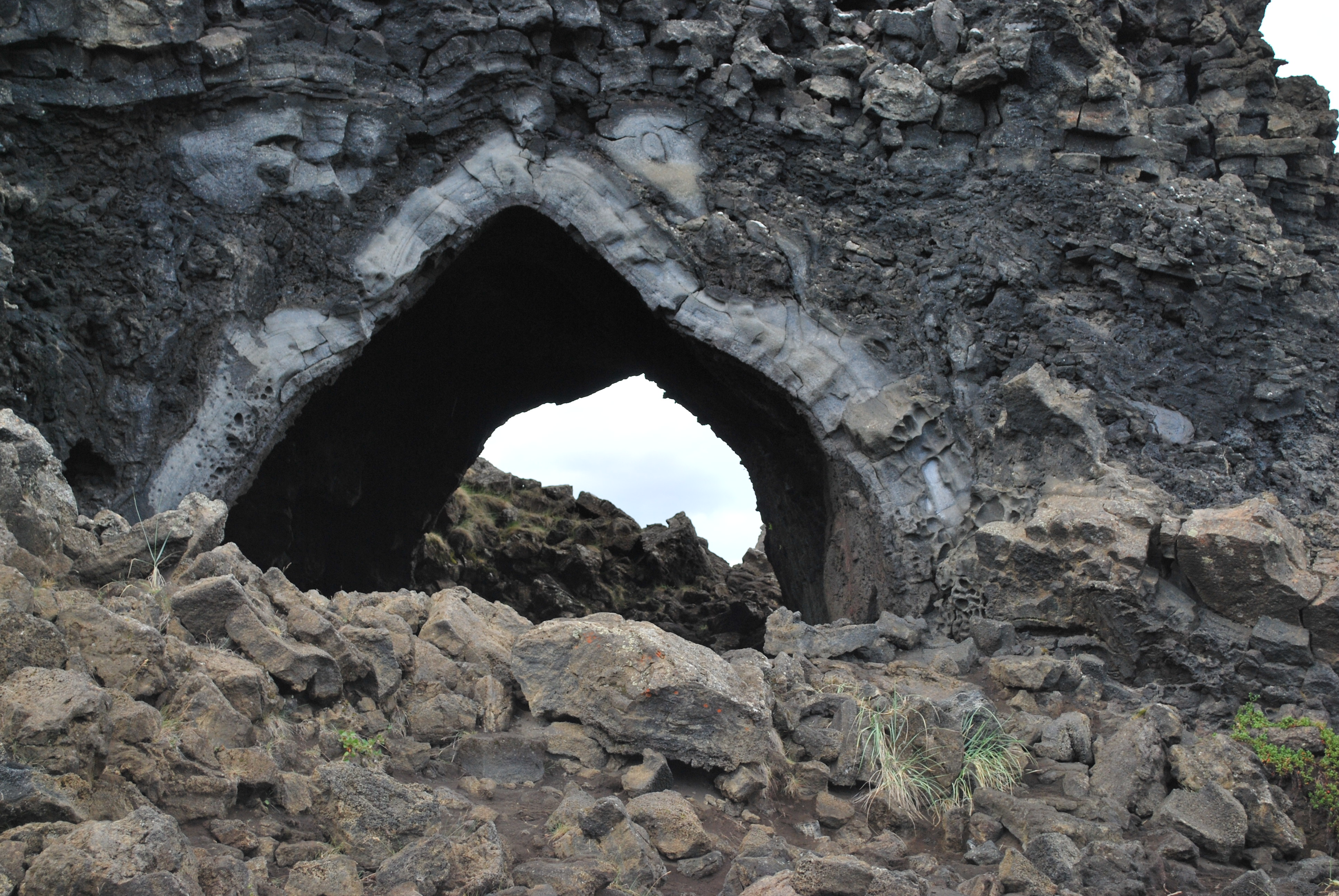
溶岩洞の断面、アイスランド
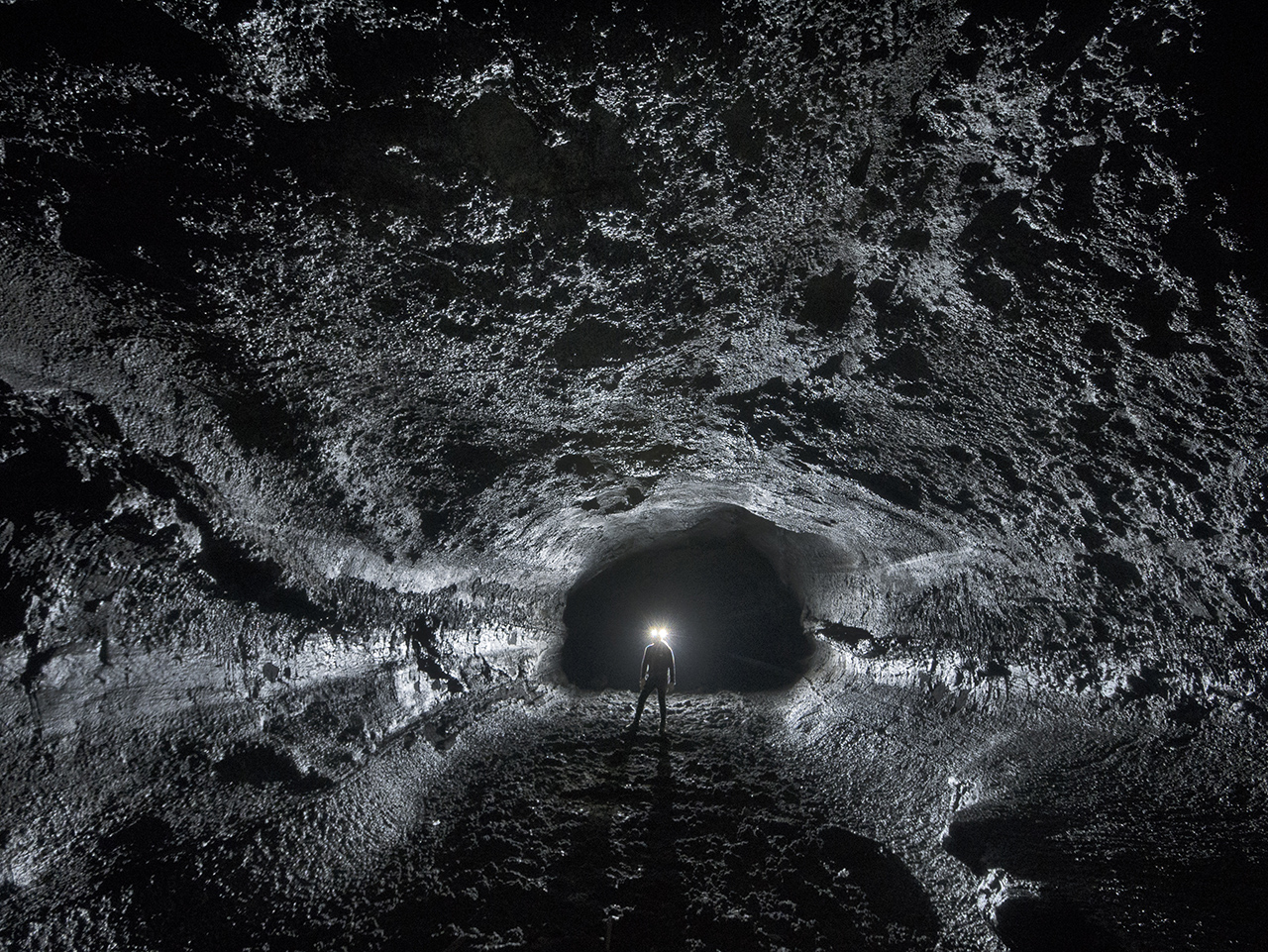
Surtshellir（英語版）
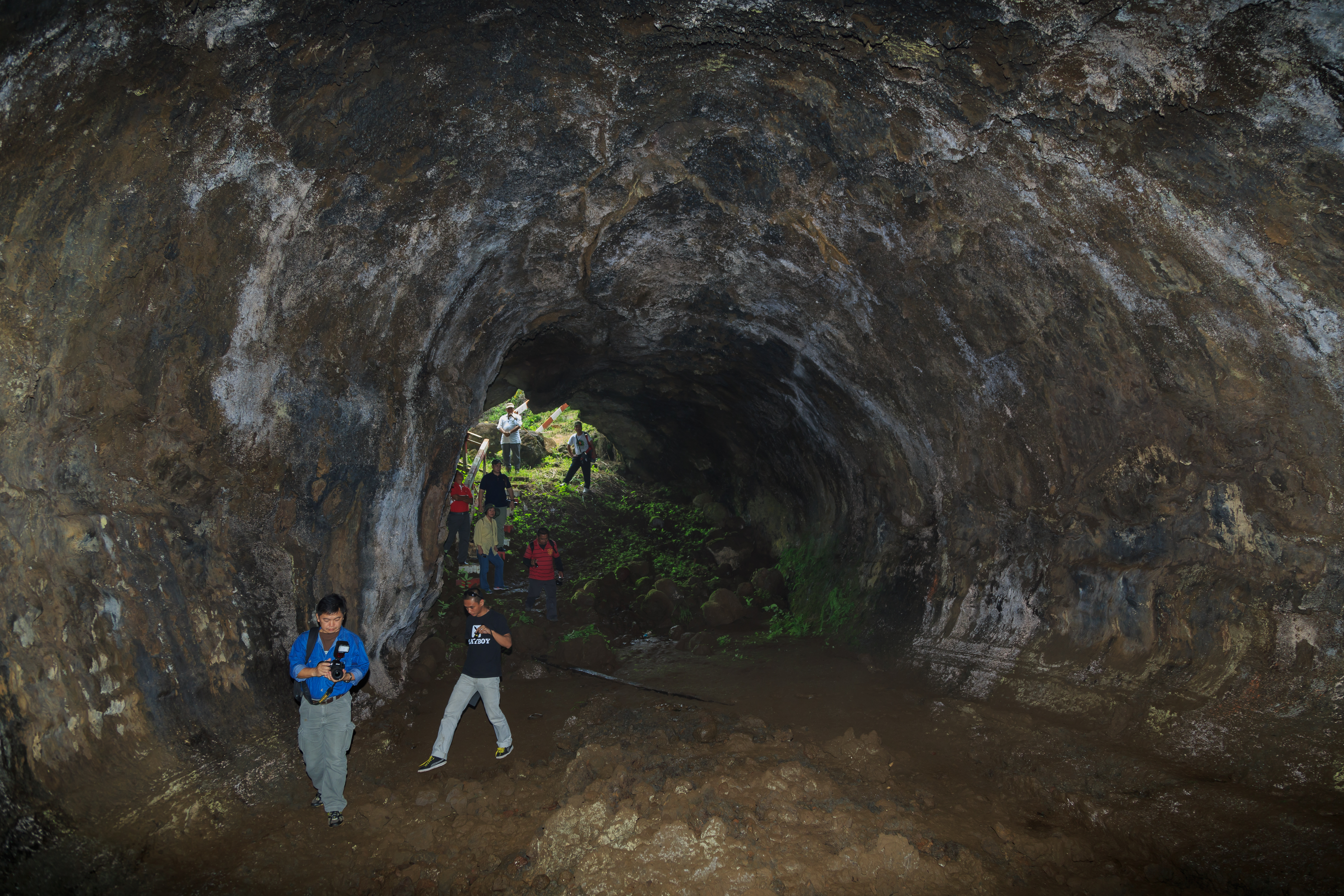
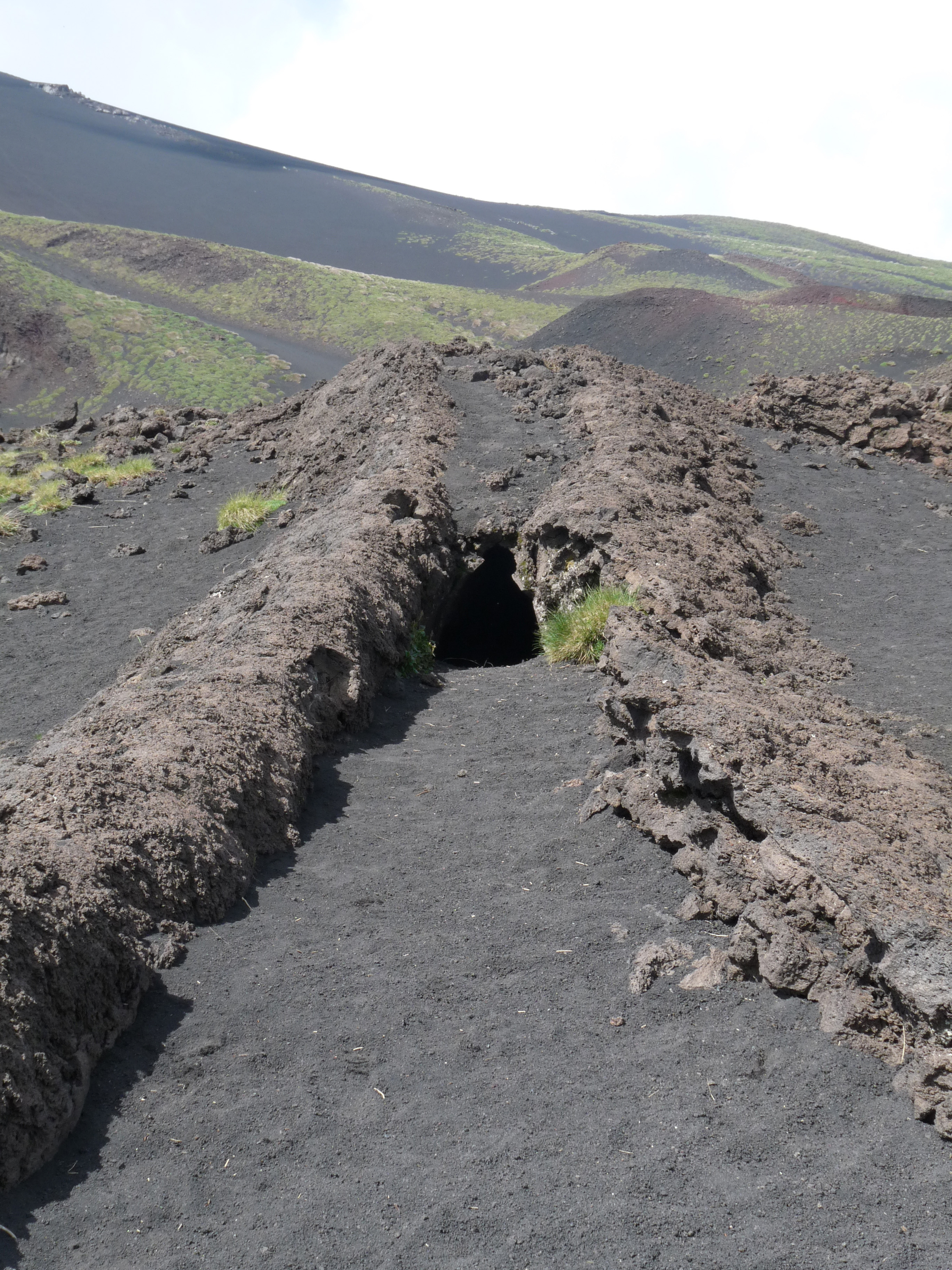
エトナ山
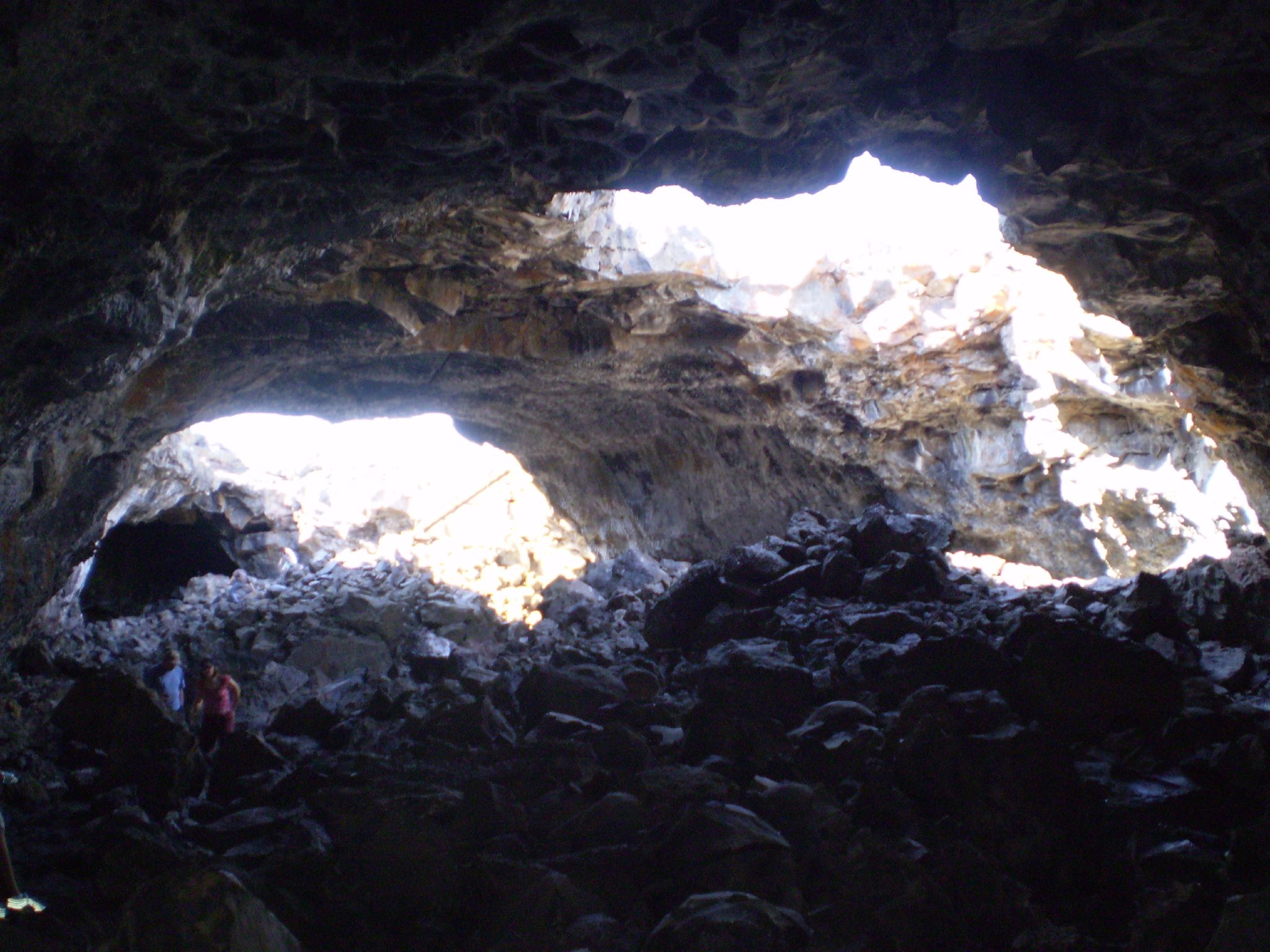
天窓が開いたもの、Craters of the Moon National Monument and Preserve（英語版）
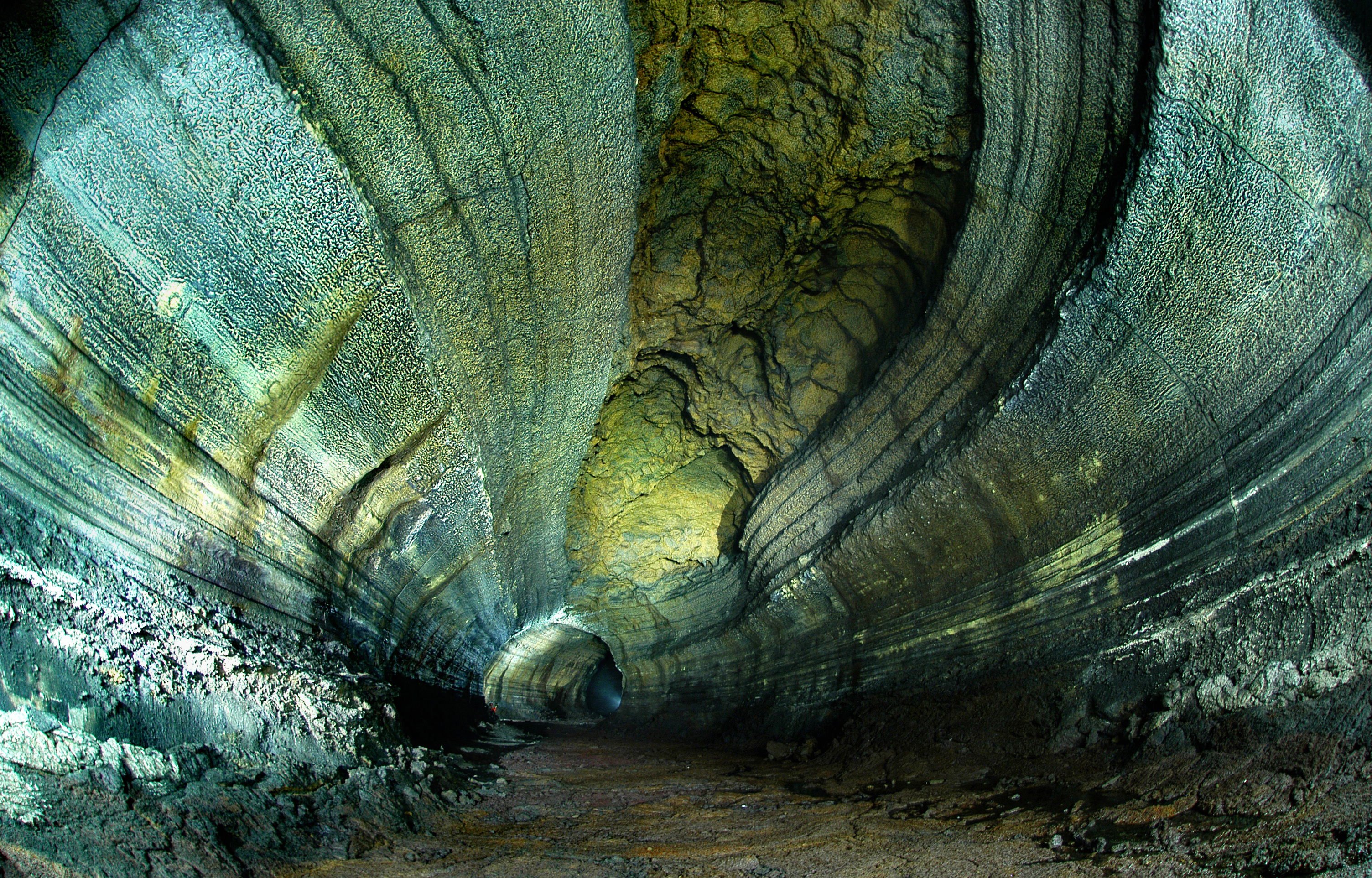
済州島
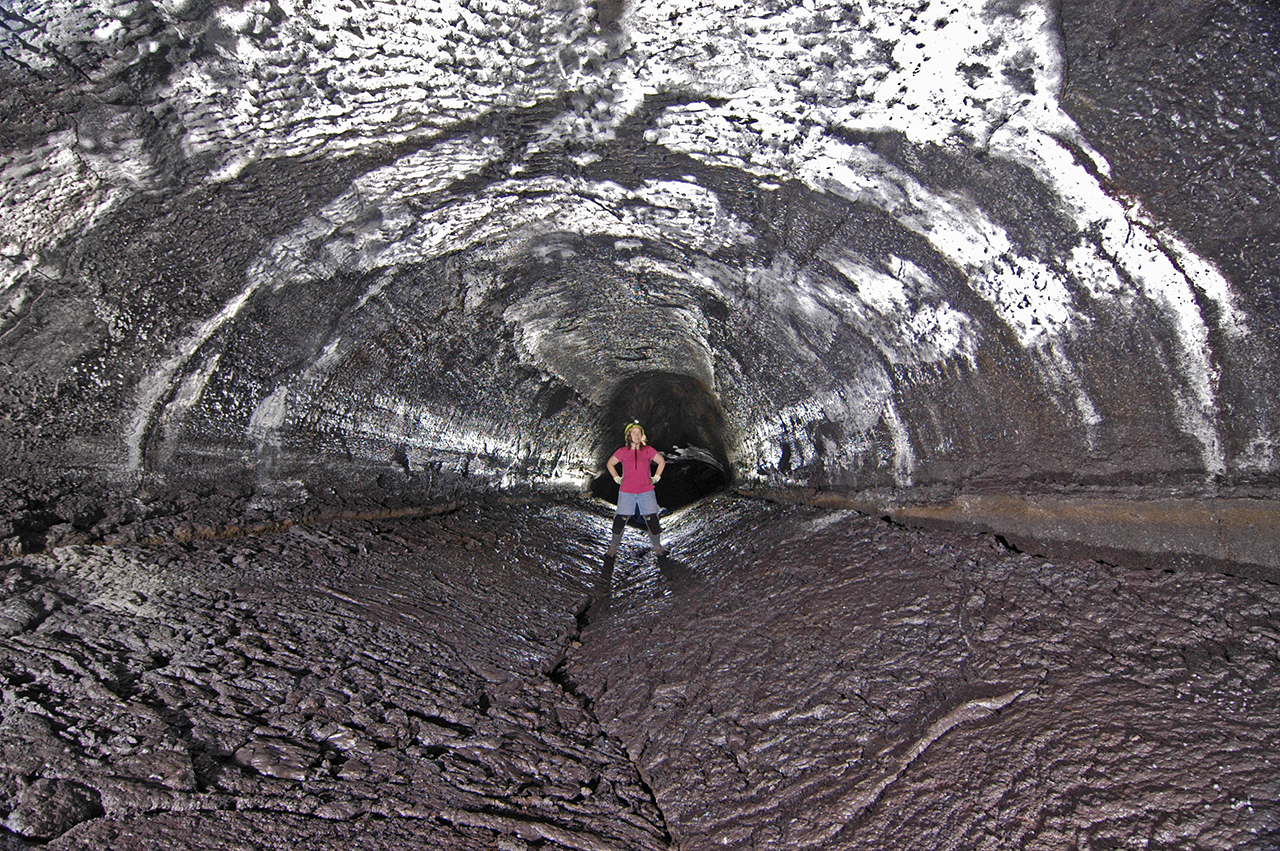
Kazumura Cave（英語版）
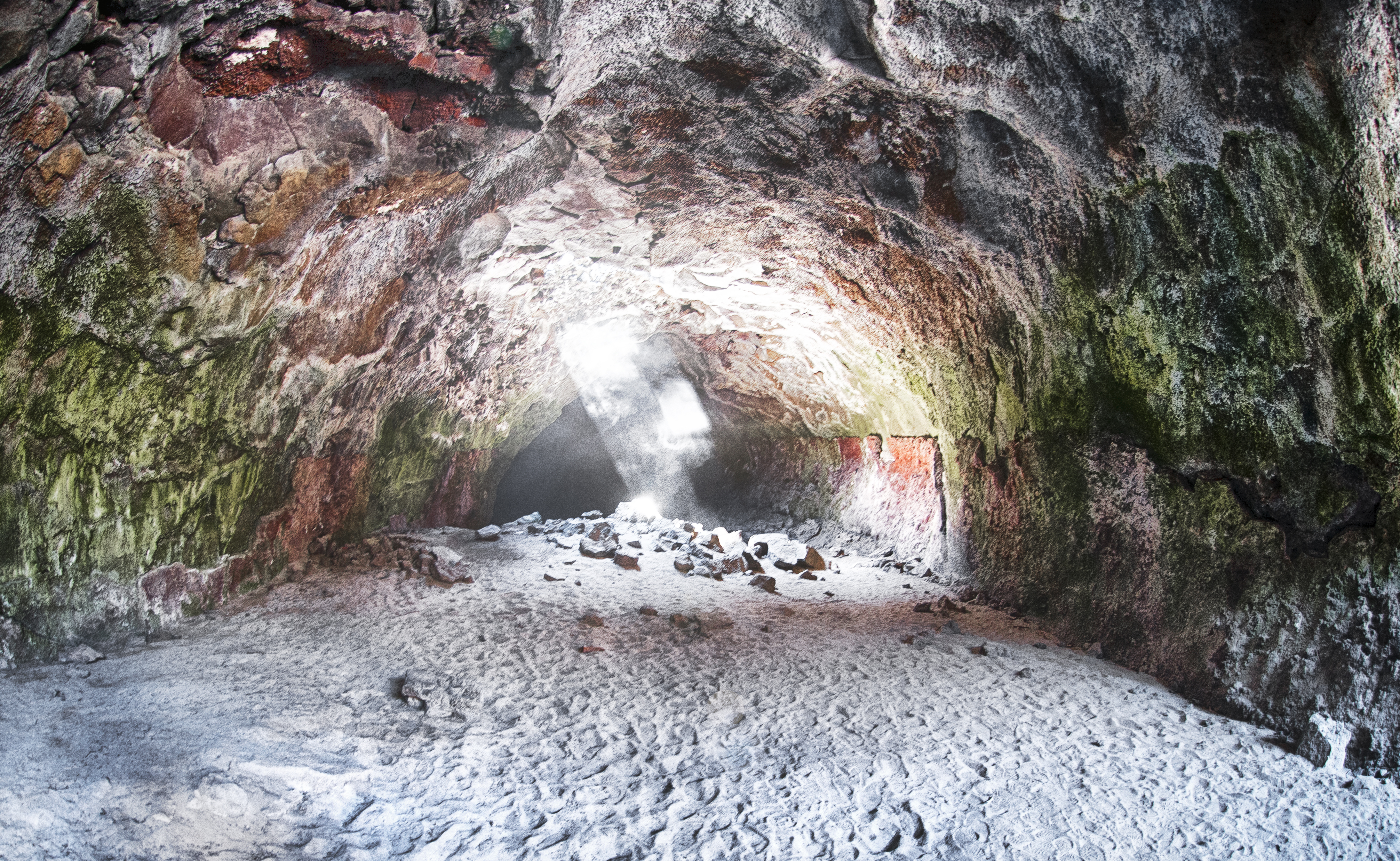
Derrick Cave（英語版）
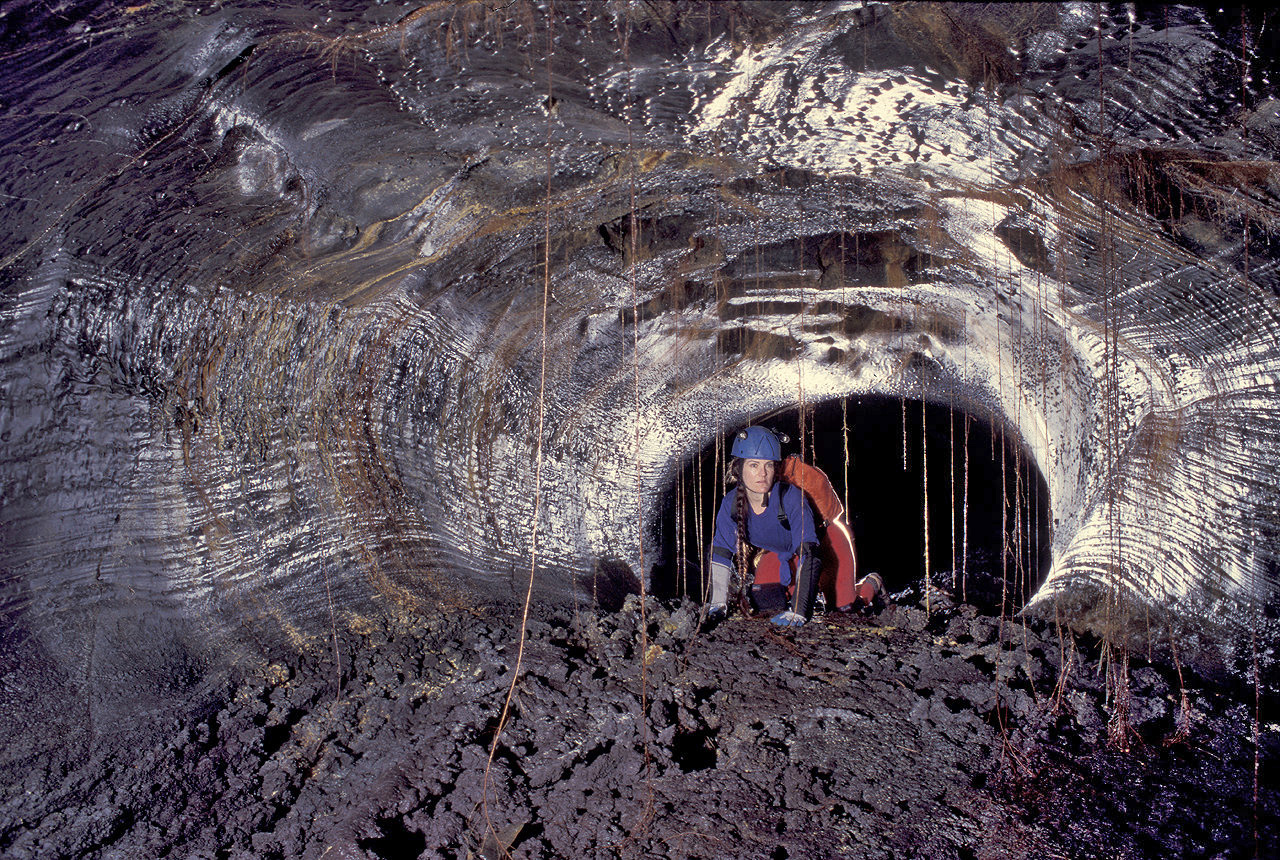
ハワイ島